# Kratina (přírodní rezervace)
Kratina je přírodní rezervace v katastrálním území obce Marcelová v okrese Komárno v Nitranském kraji na Slovensku. Území bylo vyhlášeno v roce 2002 a jeho rozloha je 10,15 hektaru. Předmětem ochrany jsou bohatá společenstva ponticko-panonské doubravy na sprašových hlínách.